# Peter Dalager
Adam Peter Rasmus Isak Dalager (* 23. August 1888 in Qasigiannguit; † 3. August 1960 in Qeqertarsuaq) war ein grönländischer Redakteur, Sekretär, Dolmetscher und Landesrat.

## Leben
Peter Dalager war der Sohn des Oberkatecheten Andreas Nørregaard Jørgen Emil Dalager (1858–1917) und seiner Frau Malene Cathrine Louise Birgithe Berthelsen (1850–1902). Seine Mutter war eine Tochter von Rasmus Berthelsen (1827–1901).
Er studierte ab 1904 am gerade wiedereröffneten Seminarium in Ilulissat, aber dieses wurde schon kurz darauf wieder geschlossen, weswegen er 1906 an Grønlands Seminarium nach Nuuk wechselte, wo er die Ausbildung 1910 beendete. Anschließend wurde er kommissarisch zum Oberkatecheten in Ilulissat und zum Lehrer an der Katechetenschule ernannt. 1912 bat er Inspektor Jens Daugaard-Jensen um eine Anstellung als Büroassistent und wurde angenommen. Allerdings sollte er sich zuerst zwei Jahre in Kopenhagen zum Buchhalter ausbilden lassen. 1914 kehrte er zurück und wurde Sekretär.
Am 16. April 1916 heiratete er in Qeqertarsuaq Johanne Cathrine Juliane Elisabeth Andersen (1892–1940), Tochter von Johan Johannes Ole Christian Andersen (1860–1906) und Dorthea Christiane Birgitte Abigael Siegstad (1863–1941). 1930 vertrat er Morten P. Porsild im nordgrönländischen Landesrat, ebenso wie er 1949 Peter Nielsen vertrat. Er war auch als Dolmetscher tätig, unter anderem bei den Landesratssitzungen. 1940 wurde er anstelle des verstorbenen Hans Jensen Redakteur der Avangnâmioĸ. Nachdem im selben Jahr auch seine Frau verstorben war, heiratete er am 30. Oktober 1942 in Qeqertarsuaq in zweiter Ehe die Hauswirtschafterin Mette Susanne Karoline Siegstad (1892–1970), Tochter des Schmieds Abel Peter Gabriel Siegstad (1864–1942) und seiner Frau Eleonora Kirstine Charlotte Marie Jørgensen (1865–1901). Die Schwester seiner Frau war mit dem Pastor und Schriftsteller Otto Rosing (1896–1965) verheiratet. Eine weitere Halbschwester war die Mutter des Schriftstellers Karl Siegstad (1930–2010). 1947 wurde Peter Dalager zum Dannebrogsmand ernannt. Er starb 1960 im Alter von knapp 72 Jahren in Qeqertarsuaq.